# Іфігенія Окс Сульзберґер
Іфігенія Берта Окс Сульзберґер (англ. Iphigene Bertha Ochs Sulzberger; 19 вересня 1892 — 26 лютого 1990) — американська спадкоємиця, світська особа, видавниця, філантропка і власниця New York Times. Дочка Адольфа Окса, дружина Артура Гейса Сульзберґера, матір Артура Окса «Панча» Сульзберґера, бабуся по батьківській лінії Артура Окса Сульзберґер-молодшого та прабабуся по батьківській лінії А. Ґ. Сульзберґера, всі з яких працювали видавцями New York Times.

## Життєпис
Іфігенія Окс народилась в Цинциннаті, Огайо, 19 вересня 1892 року в сім'ї Адольфа Саймона Окса, видавця New York Times та Chattanooga Times, та Іфігенії (Еффі) Вайз Окс, дочки Айзека М. Вайза, лідера реформістського юдаїзму в США. Перші роки життя провела в Чаттанузі, де тоді проживали Окси. В 1896 році Окси переїхали до Нью-Йорку.
В 1901 році Іфігенія разом з родиною провела два місяці в Європі, де Окси відвідали Англію, Німеччину, Францію, Бельгію та Швейцарію. Під час цієї подорожі Адольф Окс наполягав на тому, щоб Іфігенія запам'ятовувала міста, в яких вони були, пам'ятники, які вони бачили, та їхнє значення. Після цієї подорожі щорічне відвідування Європи стало традицією Оксів. В Європі Іфігенія з батьком рано вставали та йшли на прогулянку, під час якої той наполягав, щоб Іфігенія спілкувалась з місцевими, в яких купувала їжу для сніданку, французькою чи німецькою мовами, в залежно від того, в якій країні вони перебували. Крім того, Іфігенія з родиною подорожувала Америкою. Так, в 1904 році Окси подорожували Новою Англією, відвідавши Єльський університет та Білі гори в Нью-Гемпширі.
Іфігенія часто проводила час із родичами Оксів, своїми тітками, дядьками та їхніми дітьми. З дитинства вона подружилась із своїм кузеном Джуліусом Адлером, сином Ади Окс Адлер, батькової сестри. Батько часто брав Іфігенію до офісу та виробничих приміщень New York Times. Він проводив для неї екскурсії від приміщення, де знаходилось друкарське устаткування, до самого даху будівлі. Він також пояснював їй нововведення, які робив у газеті, та знайомив її з редакторами. Крім того, в 1904 році Іфігенія брала участь у церемонії закладки першого каменю для нової будівлі New York Times, яка пізніше стала називатись вежею «Таймс». 

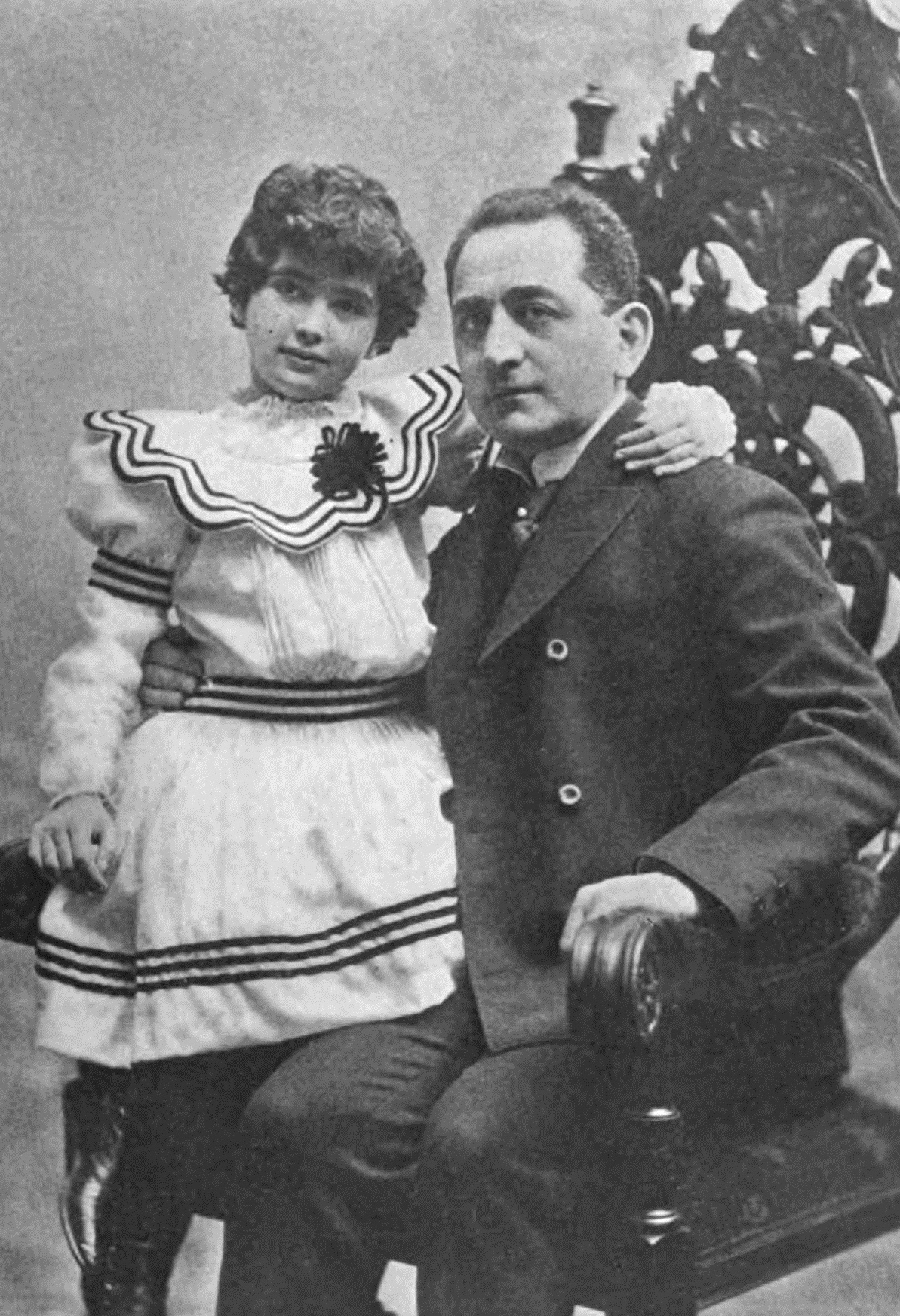
Іфігенія Окс разом із батьком Адольфом Оксом у 1902 році

До 8 років освітою Іфігенії займалась її мати Еффі: вона читала їй грецькі міфи, Біблію, історичні книжки, а також кожної суботи водила її до театру чи опери, а по понеділках — до музеїв. Пізніше Іфігенія згадувала, що вона практично виросла в Музеї мистецтва Метрополітен та знала там кожну статую. По неділях батько брав Іфігенію на прогулянку Центральним парком, під час якої вони могли завітати в гості до Деніела Гуггенхайма, Джейкоба Шиффа або Ендрю Карнегі, де чоловіки розмовляли про фінанси, політику та видавничий бізнес. Одного разу батько взяв її послухати промову відомого борця за освіту для афроамериканців Букера Вашингтона, де вони зустріли письменника Марка Твена, і представив письменнику Іфігенію як майбутню видавчиню New York Times.
Потім Іфігенія почала навчання в приватній школі Доктора Сакса для дівчат, якою керував один із членів родини Ґолдман Сакс. Через те, що мати навчала Іфігенію в основному усними методами, при вступі до школи вона не вміла читати й писати. До того ж вона страждала на дислексію, а через погане освітлення в школі в неї часто боліла голова. Мати забрала Іфігенію зі школи та мала намір продовжувати навчання вдома. Однак батько наполягав, щоб в Іфігенії була формальна освіта, і вона відновила навчання в школі Доктора Сакса. Тим не менш, скоро Іфігенію виключили зі школи за порушення дисципліни: вона начебто сміялась під час однієї з лекцій Доктора Сакса.
Далі Іфігенія навчалась в приватній школі сестер Елі, а коли школа переїхала до іншого району, продовжила навчання в школі Бенджамін-Дін, неподалеку від місця, де жили Окси. В 1904 році в Іфігенії з'явилась нова гувернантка, міс Макдонелл, яка серйозно взялась за освіту Іфігенії: вона значно покращила її навички читання. Деякий час Іфігенія також відвідувала недільну школу, де вивчала іврит та єврейську історію. Однак коли вона сказала батькам, що їй там не подобалось, вони не наполягали на відвідуванні школи. Пізніше для релігійного навчання Іфігенії батько найняв рабина Гімана Енелоу.
У віці 18 років Іфігенія, за тодішньою традицією, була представлена нью-йоркському вищому суспільству, про що було зроблено запис в нью-йоркському соціальному реєстрі. Так почалося її світське життя. Вона почала відвідувати ексклюзивні світські заходи, як, наприклад, день народження майбутнього журналіста та політика Натана Штрауса-молодшого в Гармоні-Клаб. В 1910 році Іфігенія стала вільною слухачкою в Барнард-коледжі Колумбійського університету. Навчання в жіночому університеті їй настільки сподобалось, що вона хотіла стати там звичайною студенткою, для чого їй довелось здавати вступні іспити. В коледжі Іфігенія приєдналась до Ліги за рівне виборче право, яка виступала за надання виборчих прав жінкам. Також у коледжі Іфігенія почала працювати на волонтерських засадах в притулку для емігрантів із Східної Європи, а також в школі для емоційно нестабільних дітей. В червні 1914 року Іфігенія Окс закінчила навчання в Барнард-Коледжі.
Перед початком Першої світової війни Іфігенія з матір'ю та кузеном Джуліусом Адлером перебували в Німеччині. На вимогу її батька вони виїхали до Амстердаму і, перебуваючи там, дізналися, що почалася війна. З Амстердаму Окси поїхали до Англії, а звідти відпливли до Нью-Йорка.
Після коледжу Іфігенія почала працювати репортеркою-початківицею в New York Times за домовленістю з одним з редакторів газети, але без відома батька. Дізнавшись про це, той був дуже незадоволений: хоча вже тоді він мав намір ввести Іфігенію до ради директорів газети, в його плани не входило, щоб вона працювала в газеті. Іфігенія вимушена кинути роботу репортерки через невдоволення батька. Тоді вона вирішила стати викладачкою і почала вчитися, щоб отримати магістерський диплом у Колумбійському університеті. Однак батько знову настояв, щоб вона кинула навчання в університеті.
Навчаючись в Барнард-коледжі, Іфігенія познайомилась із Артуром Гейзом Сульзберґером, вихідцем з родини, що займалась імпортом шовку, який тоді навчався в Колумбійському університеті. Однак їхні стосунки не стали серйозними, допоки в 1916 році їх знову не представив одне одному її кузен Джуліус Адлер. Вже в серпні 1916 року Артур освідчився Іфігенії. Її батько спочатку був невдоволений. Він планував передати управління своїм бізнесом чоловіку Іфігенії, розраховуючи, що цим чоловіком стане її кузен Джуліус Адлер. Він мав побоювання, що Артур не захоче займатися видавництвом, а, скоріше, продовжуватиме працювати в сімейному шовковому бізнесі. Однак на зустрічі Артур та Адольф Окс домовились, що після того, як Артур звільниться з армії, куди він записався добровольцем незадовго до того, як США вступили в Першу світову війну, він буде займатись справами New York Times.
Іфігенія одружилася з Артуром 17 листопада 1917 року. Крім того, в 1917 році Іфігенія Окс увійшла до ради директорів компанії, що керувала New York Times. У 1918 році пара ненадовго переїхала до Огайо у зв'язку з переведенням туди чоловіка по військовій службі, а потім повернулась до Нью-Йорку, де вже в грудні 1918 року він почав працювати в New York Times. 31 грудня 1918 року Іфігенія народила першу дитину — Маріан Еффі.  12 березня 1921 року — доньку Рут Рейчел, 27 грудня 1923 — доньку Джудіт Пейотто. 5 лютого 1926 року народила сина Артура.
Після смерті батька в 1935 році Іфігенія Окс стала однією з довірчих керуючих його спадщиною.
Іфігенія Окс померла 26 лютого 1990 року у своєму будинку в Стемфорді, штат Коннектикут, у віці 97 років.

## В раді директорівNew York Times
В 1919 році батько Іфігенії Адольф Окс за станом здоров'я не міг працювати тривалий період. Постало питання, чи слід передати лідерство в New York Times комусь іншому. Це було з перших важливих рішень, які Іфігенії Окс прийшлось приймати в раді директорів компанії. На засіданні ради директорів вона висловилась, що поки зміна лідерства була непотрібна, оскільки колектив New York Times, на її думку, був настільки професійним та самодостатнім, що навіть і без лідера міг продовжувати робити якісну газету.
В 1923 році батько замінив Іфігенію на її чоловіка в раді директорів.
В 1935 році, після смерті батька Іфігенії довелося вдруге приймати важливе рішення, що стосувалось майбутнього New York Times. Рада довірчих власників спадщини Окса мала вирішити, хто має стати видавцем газети. Було два очевидних претенденти: її кузен Джуліус Адлер, якого підтримували родичі з боку Окса, та її чоловік Артур. Голос Іфігенії був визначальним в цьому питанні, і вона надала перевагу своєму чоловіку. Пізніше Іфігенія визнавала, що її кузен був невідповідною кандидатурою, щоб очолити газету, і не тільки тому, що вона була лояльною своєму чоловіку, а тому, що Джуліус Адлер був надто консервативним, і наполягав, щоб все робилося за правилами. Врешті Джуліус Адлер став генеральним директором компанії, що управляла New York Times, а також видавцем іншої газети, що належала раніше батькові Іфігенії, а тепер — їй, Chattanooga Times.
Коли стосунки Франкліна Делано Рузвельта та її чоловіка погіршились, бо New York Times критично ставилась до плану Рузвельта заповнити Верховний суд США суддями, лояльними політиці Нового курсу (так званий «план упаковки суду»), Іфігенія Окс звернулась до друга свого батька, Генрі Моргентау-старшого, щоб він допоміг припинити ворожнечу. Моргентау влаштував обід, на якому Артур та Рузвельт обговорювали спадщину Окса, і Рузвельт в розмові натякнув на особисті ремарки, які робив в сторону батька та чоловіка Іфігенії. Це було сприйнято як завуальоване вибачення президента. Іфігенія потім стверджувала, що вона ніколи так і не розповідала чоловікові, що та зустріч була влаштована, в тому числі, за її сприяння.
Певним чином Іфігенія Окс впливала і на редакційну політику New York Times. Зокрема, вона добивалась того, щоб в газеті з'являвся контент, який цікавить жінок: їжа, мода, дизайн інтер'єрів та сім'я. Вона захоплювалась американською історією, і її непокоїло те, що студенти коледжів, включаючи її дітей, так мало знали про історію. За її сприяння Бендажмін Файн написав низку статей для New York Times про те, як викладається американська історія: він робив огляди тестів з історії США, що пропонувались студентам в 36-х коледжах та університетах. Його огляди також викривали погані результати складання цих тестів. Ці огляди мали великий вплив: багато штатів змінили законодавство, вимагаючи, щоб історія викладалась і в старших класах, і в коледжах. New York Times отримала за ці огляди Пулітцерівську премію за служіння суспільству.

## Світське життя
Іфігенія вела з чоловіком активне світське життя. По п'ятницях вони разом з двома старшими дітьми навідувались на Шабат-вечерю до Сульзберґерів — батьків її чоловіка. По неділях обідали в Оксів. Під час бродвейського сезону принаймні раз на тиждень ходили до театру, віддаючи перевагу мюзиклам. Канун Нового року проводили на вечірці, яку влаштовував інвестиційний банкір та видобувний магнат Адольф Льюїсон. В кінці вечірки пара запрошувала гостей вечірки до себе на омлет, так з'явились традиція післясвяткових сніданків у Сульзберґерів. Після смерті батька Іфігенії ці сніданки стали більш формальними та бізнес-орієнтованими: на них запрошували, наприклад, мера Нью-Йорка Фіорелло Ла Ґуардія, засновника журналу Time Генрі Люса, губернатора штату Нью-Йорк Томаса Е. Дьюї. В кінці 1930-х на початку 1940 Іфігенія Окс вела особливо бурхливе світське життя. Вона часто відвідувала зустрічі груп та товариств, в яких була членкинею. Її з чоловіком часто запрошували на звані обіди або офіційні заходи.
Під час Другої світової війни Окс часто виступала в ролі господині щотижневих вечірок для офіцерів в ресторані Delmonico's. Під час війни вона організувала низку лекцій на різні теми, від консервації та садівництва і до евакуаційних процедур.
Крім того, Сульзберґери достатньо подорожували, в основному в справах New York Times. В 1928 році батько Іфігенії відправив її з чоловіком у подорож Південною Америкою, щоб Артур знайшов репортерів та кореспондентів для заснування там новинного каналу. Також пара разом подорожувала до СРСР в 1929 році. У своїх мемуарах Іфігенія так згадує подорож: на кордоні в них з Артуром забрали паспорти, вони їхали до Москви елегантним довоєнним потягом, а в Москві зупинились в готелі Savoy. У Москві вони зустрілись із московським кореспондентом New York Times Волтером Дюранті, який влаштував їм екскурсію містом, а також познайомив з дипломатами. Коли вони були на вечірці в норвезькому посольстві, вона дізналась, що будівля, в якій розташовувалось посольство, раніше належала колишньому російському промисловцю та аристократу, і що в той момент його родина продовжувала проживати в тій будівлі на цокольному поверсі. Крім того, до них приставили жінку-гіда для іноземців, і, як їм сказали, племінницю Андрія Вишинського, її завданням було доповідати про їхні дії таємній поліції. Із Москви Сульзберґери вирушили потягом до Нижнього Новгороду, щоб відвідати щорічний новгородський ярмарок, який не вразив їх. Після повернулись до Москви, а звідти вирушили до Ленінграду, де відвідали Ермітаж та Петропавлівську фортецю. Вони також їздили до Царського села, де відвідали Олександрівський та Катерининській палаци. Останній особливо вразив Іфігенію. Потім вирушили до російсько-фінського кордону, де їм повернули паспорти. Іфігенія згадувала, що чоловік не міг дочекатись виїзду з СРСР, оскільки його гнітила атмосфера поліцейської держави. Час їхнього перебування в СРСР склав 12 днів.
В 1937 році Іфігенія та Артур вирушили у двомісячну подорож Європою та Близьким сходом, і, зокрема, відвідали Палестину. У своїх мемуарах Іфігенія так згадує ту подорож: в Палестині було неспокійно, прибувало багато євреїв зі Східної Європи, англійці намагались обмежити імміграцію шляхом запровадження квот, однак єврейські поселенці нелегально ввозили нових єврейських поселенців. Вона писала, що араби побоювались, що нові поселенці переважать чисельністю, і згодом вони опиняться під їхнім управлінням. Вона також зазначила, що невдоволення арабів викликало те, що нові поселенці не наймали арабів на роботу. Сульзберґери відвідали Єрусалим, де зустрілись із рабином Джудою Маґнесом. Коли він спитав Іфігенію, як їй Палестина, вона відповіла: «Те, що я зараз скажу, здасться Вам грубим, оскільки це Ваша країна, але я ніколи не була в більш неприємному для мене місці. І, звичайно, це перше відвідуване мною місце, де всі так ненавидять одне одного». На що Маґнес відповів: «Я не знаю, чого Ви очікували, однак, хіба ви не усвідомлювали, що це не земля філософів? Це земля пророків». Сульзберґери також відвідали кілька кібуців, Галілейське море, та Трансйорданію.
Після смерті чоловіка в 1968 році Іфігенія продовжувала подорожувати. В 1973 році вона відвідала Китай, де зустрілась, зокрема, із першим прем'єр-міністром КНР Чжоу Еньлаєм. В 1980 році відвідала Відень, де зустрічалась із Габсбургами.

## Філантропія
Іфігенія Окс Сульзберґер була відома благодійною діяльністю. В 1928 році вона стала членкинею, а в 1935 — очільницею Асоціації парків Нью-Йорка. Вона також була членкинею-засновницею некомерційної організації Central Park Conservancy і допомагала зберегти та відновити Центральний парк. Крім того, стала благодійницею Метрополітен-музею, в якому її син був опікуном з 1968 року та головою правління з 1987 по 1998 рік. Сульзберґер входила опікунської ради Барнард-коледжу з 1937 по 1968 рік і допомагала зі збором коштів для жіночого коледжу. Вона також була опікункою Єврейського інституту релігії в Єврейському об'єднаному коледжі та Університету Теннессі в Чаттанузі.

## Номінації та нагороди
В 1944 році Університет Чаттануги (зараз — Університет Теннесі в Чаттанузі) нагородив Іфігенію Окс почесним ступенем доктора права за її громадську діяльність.
7 червня 1951 року Колумбійський університет нагородив Іфігенію Окс почесним ступенем доктора права у визнання її ролі як «видатної доньки видатного батька та активну працівницю нового покоління, яка твердою рукою просуває столітню, але як ніколи завзяту New York Times».
В 1974 році Американський міжнародний коледж нагородив Іфігенію Окс почесним ступенем доктора гуманітарних наук.
В 1980 році Іфігенія Окс Сульзберґер була нагороджена золотою медаллю Національного інституту соціальних наук (англ. National Institute of Social Sciences; (NISS)).

## Мемуари
В 1981 році були опубліковані мемуари Іфігенії під назвою: «Іфігенія: мемуари Іфігенії Окс Сульзберґер з родини New York Times, переказані її онуці, С'юзан В. Драйфус» (англ. Iphigene: Memoirs of Iphigene Ochs Sulzberger of the New York Times Family, as Told to Her Granddaughter, Susan W. Dryfoos). Хоча з назви мемуарів випливає, що Іфігенія розповідала свої спогади онуці, насправді, деякі з мемуарів базуються на низці інтерв'ю, які Іфігенія дала ще в 1960-х роках. Спочатку, в 1979 році, мемуари були надруковані для вузької аудиторії — головним чином, членів родин Оксів та Сульзберґерів.

## Вшанування пам'яті
На честь Іфігенії Окс Сульзберґер названа гора в Антарктиці, Гора Іфігенія (англ. Mount Iphigene), яка розташовується на захід від льодовика Окса, названого на честь її батька, Адольфа Окса. На її честь названо будівлю і зал в Барнард-коледжі.
Університетом Теннесі в Чаттанузі призначається стипендія ім. Іфігенії Окс Сульзберґер за відмінні успіхи в дисциплінах з американської історії.